# جان بول دلفينو
جان بول دلفينو (بالفرنسية: Jean-Paul Delfino)‏ (1 أغسطس 1964، آكس أون بروفانس في فرنسا)؛ كاتب للأطفال، كاتب، كاتب سيناريو وروائي فرنسي.